# Putorana
Visoravan Putorana (ruski: плато Путорана) je visoka bazaltna visoravan koja se nalazi u planinskom području sjeverozapadnog kraja Srednjosibirske visoravani, pa prema sjeveru, sve do poluotoka Tajmir (Полуостров Таймыр), Rusija; 100 km sjeverno od polarnog kruga. Najviša planina je Kamen planina koja ima visinu od 1700 metara, a najbliže naselje je Norilsk. Visoravan većinom čini sibirski trap (vulkanski bazalt) i u njemu se nalaze najveća ležišta nikla u Rusiji. U njegovom središtu je jezero Vivi koje je ujedno i zemljopisno središte Rusije.
God. 1988. onovan je rezervat prirode Putorana kako bi se zaštitila najveća krda sobova (Rangifer tarandus) na svijetu, ali i velikorogog muflona (Ovis canadensis). Park ima veličinu od 1.887.251 hektara, a uprava mu je smještena u Norilsku. Od 2010. godine Putorana je upisana na UNESCO-ov popis mjesta svjetske baštine u Aziji i Oceaniji kao "potpun subarktički i arktički ekosustav u izoliranom planinskom vijencu koji uključuje tajge, tundre i arktičke pustinje, te nedirnute slatkovodne sustave rijeka i jezera".

## Vanjske poveznice
- Službena stranica Rezervata prirode Putorana (rus.)
- Visoravan Putorana (Natural Heritage

Protection Fund) (engl.)